# La República Federal
La República Federalva ser un periòdic editat a la ciutat espanyola de Madrid al llarg de 1870, durant el Sexenni Democràtic.

## Història
Editat en Madrid, es va imprimir primer en la impremta de J. Vércher, més tard ho faria en la de J. García. Els seus exemplars, publicats diàriament, tenien quatre pàgines. El seu primer número va aparèixer el 23 de maig de 1870 i va cessar amb el LXIX, del 16 d'agost d'aquest mateix any. D'ideologia republicana federal, va ser dirigit per Luis Blanc y Navarro.
Entre els seus redactors es van comptar Enrique Arredondo, Víctor Barrera, Juan Manuel Cabello, Francisco Díaz Quintero, Mariano Foncillas, Benito Girauta Pérez, Miguel Lardiez, José López Montenegro, Pedro Marco Durango, Juan José Mercado, Francisco Olorón, Enrique Rodríguez-Solís i Rafael Cervera Royo.